# تشونغ دونغ-يونغ
تشونغ دونغ-يونغ هو دبلوماسي وصحفي وسياسي كوري جنوبي، ولد في 27 يوليو 1953 في Sunchang County ‏ في كوريا الجنوبية. نشط حزبياً في People Party (South Korea, 2016) ‏. وقد انتخب عضو الجمعية الوطنية الكورية الجنوبية ‏ خلال فترته النيابية ‏ (30 أبريل 2009 – 29 مايو 2012) وانتخب عضو الجمعية الوطنية الكورية الجنوبية ‏ عن دائرة  خلال فترته النيابية ‏ (30 مايو 2016 – 29 مايو 2020).